# گوگل برین
گوگل برین (به انگلیسی: Google Brain) یک پروژه پژوهشی هوش مصنوعی مبتنی بر یادگیری عمیق متعلق به شرکت گوگل بود که پژوهش‌های یادگیری ماشین را در کنار مهندسی سیستم و منابع محاسباتی عظیم گوگل به کار می‌گرفت تا بتواند به آن عینیت ببخشد.
گوگل برین در ماه آپریل سال ۲۰۲۳ با دیپ مایند ادغام شد.

## مأموریت
هدف گوگل برین، بهبود زندگی انسان‌ها از طریق هوشمندتر کردن ماشین‌ ها بود. بدین منظور، تیم گوگل برین بر روی ساخت مدل‌هایی با انعطاف‌پذیری بالا که قادرن بودند خصوصیات خود را یاد بگیرند و از داده‌ها و محاسبات بهینه استفاده کنند، تمرکز کرد.
این روش که زیرمجموعه یادگیری عمیق قرار می‌گیرد، تضمین کرد که در نهایت اقدامی برای حل مسئله‌های با اهمیت عملی انجام شود.

## تاریخچه
پروژه گوگل برین در سال ۲۰۱۱، در قالب یک پروژه پاره وقت توسط جف دین، گرگ کورادو و استاد داشنگاه استنفورد اندرو ان جی شروع شد. اندرو ان‌جی از سال ۲۰۰۶، برای حل گره هوش مصنوعی به یادگیری عمیق علاقه‌مند بود و در سال ۲۰۱۱، به همکاری با جف دین گرگ کورادو برای ساخت یک سیستم نرم‌افزاری بزرگ‌مقیاس یادگیری عمیق، به نام DistBelief پرداخت که روی زیرساخت محاسبات ابری گوگل اجرا می‌شد. گوگل برین ابتدا بخشی از گوگل ایکس بود و موفقیت‌های پروژه باعث شد که به عنوان یک زیرمجموعه جدا از گوگل ارتقا پیدا کند.
در ماه ژوئن ۲۰۱۲، نیویورک تایمز گزارش داد که یک خوشه از ۱۶٬۰۰۰ کامپیوتر که به تقلید بخشی از فعالیت مغز انسان اختصاص داده شده بود خودش را برای تشخیص تصاویر گربه از روی ۱۰ میلیون عکس دیجیتال که از یوتیوب استخراج شده بودند، آموزش داد. این موضوع همین‌طور به وسیلهٔ رادیو عمومی ملی و سیاره هوشمند پوشش داده شدند.
در ماه مارس ۲۰۱۳، گوگل، جفری هینتون، یک پژوهشگر پیشرو در زمینه یادگیری عمیق را استخدام کرد و شرکت DNNResearch Inc را که توسط او اداره می‌شد به دست آورد.
در ۲۶ ژانویه ۲۰۱۴، چند رسانه از خرید دیپ‌مایند به مبلغی نامشخص توسط گوگل خبر دادند. بعده‌ها تحلیل‌ها مشخص کرد که این شرکت بریتانیایی به مبلغ ۴۰۰ میلیون پوند خریداری شده‌است. ارقامی چون ۵۰۰ میلیون پوند هم مطرح شدند. طبق این گزارش‌ها این تملک پس از مذاکرات فیسبوک با دیپ مایند تکنولوژی در سال ۲۰۱۳ صورت گرفت که آن مذاکرات به سرانجام نرسید.
دو تیم بزرگ هوش مصنوعی آلفابت، یعنی دیپ مایند و گوگل برین ادغام شده‌اند تا بخش بزرگ‌تری را با عنوان گوگل دیپ مایند شکل دهند.

## پیشرفت‌ها

### سیستم رمزنگاری به کمک هوش مصنوعی
در اکتبر سال ۲۰۱۶ گوگل برین آزمایشی مربوط به رمزنگاری ارتباطات به اجرا درآورد. در این آزمایش، دو مجموعه از هوش‌های مصنوعی الگوریتم‌های رمزنگاری خودشان را برای حفاظت از ارتباط از سوی هوش مصنوعی دیگر را پیشنهاد می‌دادند، و به صورت همزمان برای تکامل سیستم خودشان برای شکستن الگوریتم تولیدشده توسط هوش مصنوعی تلاش می‌کردند. آزمایش موفقیت‌آمیز بود و هوش مصنوعی اولیه قادر به یادگیری و توسعه ارتباطاتشان بودند.